# Stenotrema pilsbryi
Stenotrema pilsbryi es una especie de molusco gasterópodo de la familia Polygyridae en el orden de los Stylommatophora.

## Distribución geográfica
Es endémica de Estados Unidos.